# David F. Shanno
David Francis Shanno (* 20. April 1938; † 14. Juli 2019) war ein US-amerikanischer Mathematiker, der sich mit Mathematischer Optimierung und Operations Research befasste. Er war Professor an der Rutgers University (Rutgers Center for Operations Research, Rutcor).
Shanno studierte an der Yale University Mathematik mit dem Bachelor-Abschluss 1959 und an der Carnegie-Mellon University mit dem Master-Abschluss 1962 und der Promotion 1967 (Seine Dissertation trägt den Titel Nonlinearly Constrained Nonlinear Estimation). Er war an der University of Chicago, der University of Toronto, der University of Arizona und der University of California, Davis, bevor er Professor an der Rutgers University wurde.
1970 war er einer der Entwickler des BFGS-Algorithmus, eines Quasi-Newton-Verfahrens.
2005 wurde er INFORMS-Fellow. 1991 erhielt er mit I. J. Lustig und R. E. Marsten den E.M.L. Beale - W.B. Orchard-Hayes Prize for Excellence in Computational Mathematical Programming der Mathematical Programming Society. 1980 bis 1989 war er Mitherausgeber von Mathematical Programming und 1982 bis 1990 von Journal of Optimization Theory and Applications.